# スービーズ
スービーズ （Soubise）は、フランス、ヌーヴェル＝アキテーヌ地域圏、シャラント＝マリティーム県のコミューン。

## 地理
スービーズは、フランスの大西洋岸の中心部であるシュド＝ウェスト（Sud-Ouest）地方に位置している。海への距離は直線距離で10km以下であり、ミディ＝アトランティック地方（Midi atlantique）の一部である。コミューン内にある川および河口はシャラント川のみであり、シャラント川の左岸に位置している。
町は、下流のロシュフォールがあるシャラント川河口南岸に広がるロシュフォール都市圏の郊外に位置している。

## 歴史

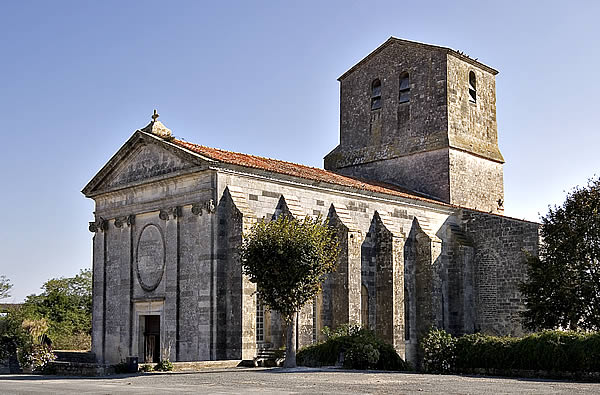
サン・ピエール教会

かつてスービーズの町は、ロシュフォールと大西洋間にある川を渡るための主要な通過地点であった。
1346年9月、ダービー伯ヘンリー・オブ・グロスモントがスービーズを掌握した（百年戦争）。
スービーズはやがてロアン家のための公爵領となった。スービーズ公領は一定の財政の自由を授かり、タバコや生地の密輸にとって理想的で便利な交差点となっていた。
渡し舟は既存のマリーナを用い、長い間シャラント川を渡るために存在した。川の両岸には石畳で舗装された部分が2ブロックあり、右岸にある道はロシュフォールから通じている。ここはボートを発着させる場所となっている。

## 人口統計
| 1962年 | 1968年 | 1975年 | 1982年 | 1990年 | 1999年 | 2006年 | 2011年 |
| ------ | ------ | ------ | ------ | ------ | ------ | ------ | ------ |
| 706    | 730    | 842    | 1422   | 1220   | 1220   | 2744   | 2852   |

参照元:1999年までEHESS、2004年以降INSEE

## 史跡
- オテル・ド・ロアン - 現在の役場
- ロマネスク様式のサン・ピエール教会
- 乾ドック

## ノート
1. ↑  Certains y voient une appartenance géographique au fr:Midi de la France — en référence au « Midi atlantique » cher au géographe Louis Papy - elle est partie intégrante du fr:Grand Sud-Ouest français, et est parfois également incluse dans un Grand Ouest.